# Steinhöfel
Steinhöfel es un municipio situado en el distrito de Oder-Spree, en el estado federado de Brandeburgo (Alemania), a una altitud de 50 metros. Su población a finales de 2016 era de 4000 habs. y su densidad poblacional, 30 hab/km².